# Stryj
Stryj (in ucraino Стрий?; in polacco Stryj) è una città ucraina (59 425 abitanti) nel distretto di Stryj nell'oblast' di Leopoli. Ospita l'amministrazione del distretto di Stryj e della comunità territoriale di Stryj, una delle comunità territoriali dell'Ucraina.
Fino al 18 luglio 2020 Stryj costituiva una città di rilevanza regionale e fungeva da centro amministrativo del distretto di Stryj, sebbene non appartenesse al distretto. Come parte della riforma amministrativa dell'Ucraina, che ridusse a sette il numero di distretti dell'oblast' di Leopoli, la città fu integrata nel distretto di Stryj.
Molto probabilmente il nome della città ha origine da quello del fiume omonimo, uno degli affluenti del fiume Nistro.

## Storia
La prima testimonianza storica della città risale al 1385, quando entrò a far parte del Regno di Polonia a seguito della caduta del regno della Rutenia Rossa. Nel 1387 la città venne donata dal re polacco Jogaila a suo fratello Švitrigaila, di tendenze filo-russe. Nel 1431 la città ottenne i privilegi connessi al Diritto di Magdeburgo e posta sotto l'amministrazione del Voivodato di Rutenia, il quale dal XIV secolo fino al 1772 fece parte della Polonia. La città era governata da una magistrato locale in collaborazione con un borgomastro. 
La sua collocazione geografica ebbe sempre un influsso positivo per la crescita e lo sviluppo di questo centro. Esso divenne un fiorente centro commerciale trovandosi sulla principale rotta commerciale tra Halyč e Leopoli; il suo periodo di maggiore prosperità fu tra il XIV e il XVI secolo, grazie anche ai favori dati alla città dal re polacco Giovanni III di Polonia. Nel 1523 la città subì un primo assalto da parte di un esercito di tartari che la rasero quasi al suolo; dopo essere stata ricostruita venne eretto un castello a scopi difensivi, che però fu demolito dalle autorità asburgiche nel XVIII secolo. Nel 1634 la città subì un nuovo saccheggio da parte di un'orda di tartari. Nel corso della rivolta di Chmel'nyc'kyj l'esercito dell'etmano polacco fu affiancato da quello del principe di Transilvania Giorgio II Rákóczi.
Dopo la spartizione della Confederazione polacco-lituana nel 1772 la città divenne parte dell'impero austro-ungarico. Nel corso dei turbolenti moti rivoluzionari del 1848, la città ospitò un Consiglio Ruteno, e a partire dal 1875 essa fu dotata di una ferrovia con la costruzione di una prima stazione interamente in legno. 

Nel 1886 un terribile incendio distrusse la città e tra l'ottobre 1914 e il maggio 1915 subì l'occupazione da parte dell'Impero russo. Nel 1915 sui monti Carpazi, nei pressi del monte Džvynuv (992 m s.l.m.) a pochi chilometri dalla città venne combattuta una feroce battaglia nella quale persero la vita 33.000 soldati russi. Dopo la proclamazione della Repubblica Nazionale dell'Ucraina Occidentale, il 1º novembre 1918 scoppiò nella città una terribile sollevazione armata e nel maggio 1919 Stryj passò alla Seconda Repubblica di Polonia prima del Trattato di Varsavia del 1920. Nel 1939 entrò a far parte del territorio della Repubblica Socialista Sovietica Ucraina.

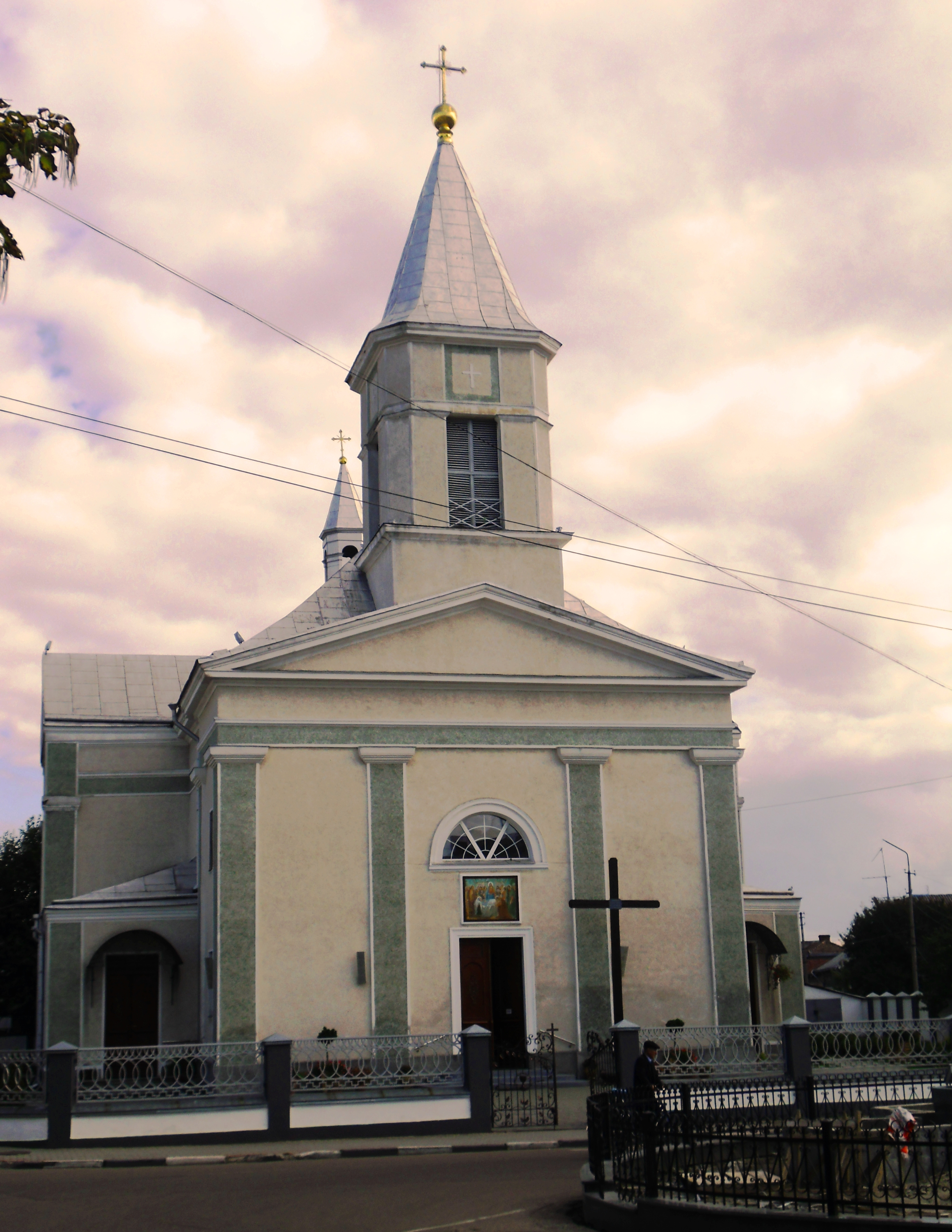
Stryj. Chiesa dell'Assunzione della Beata Vergine Maria.
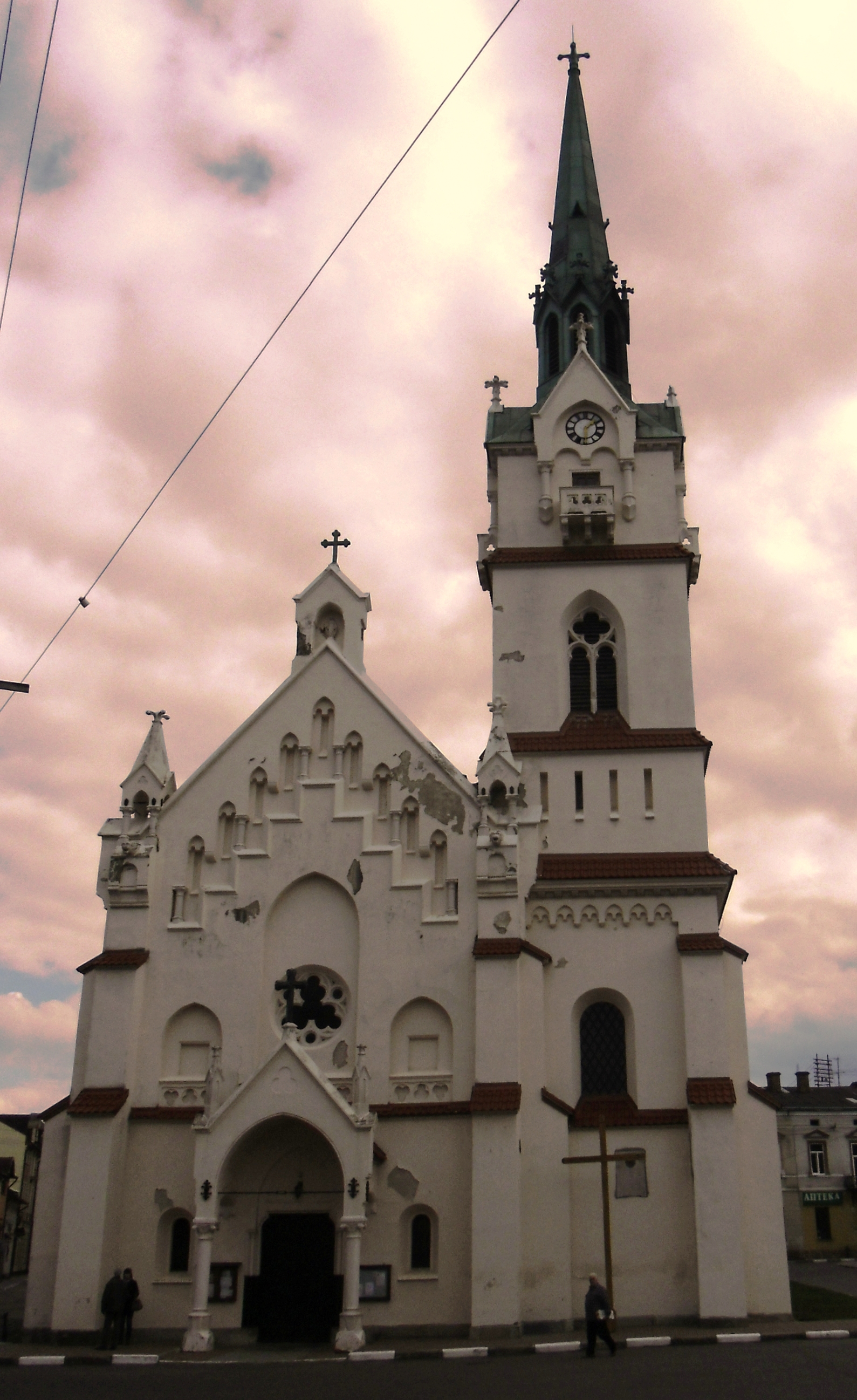
Stryj. Chiesa cattolica della Natività della Beata Vergine Maria.
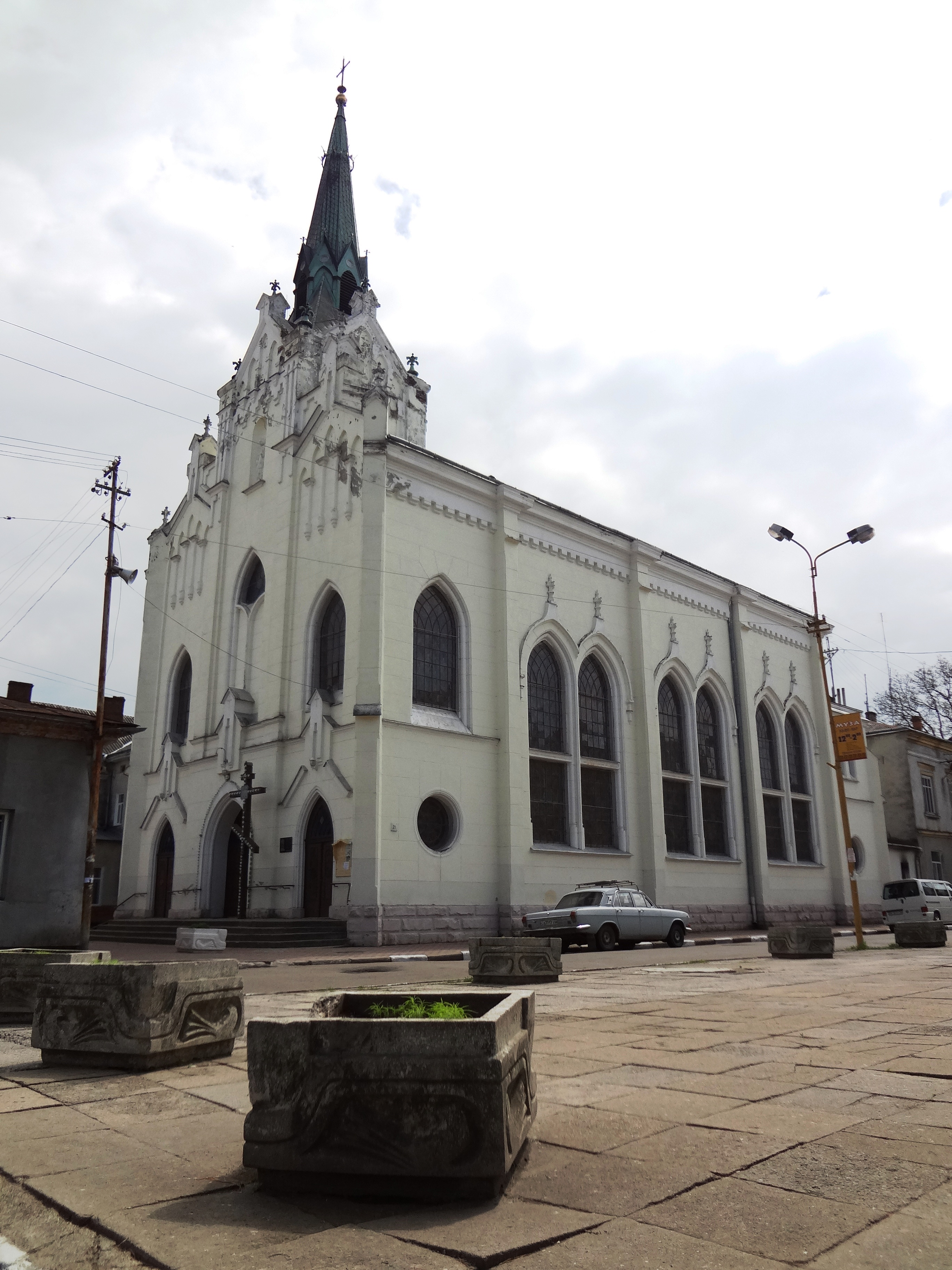
Chiesa cattolica di San Michele